# Battleground (2014)
Battleground (2014) — ежегодное pay-per-view-шоу Battleground, проводимое федерацией рестлинга WWE. Шоу прошло 20 июля 2014 года в «Тампа Бэй Таймс форум» в городе Тампа (штат Флорида, США). Это второе PPV от WWE с названием Battleground.

## Создание
Battleground (2014) является pay-per-view-шоу промоушена WWE, в котором рестлеры участвуют в различных фьюдах и сюжетных линиях. Рестлеры олицетворяют собою злодеев или героев на ринге. Фьюды проходят таким путём, что сначала, на рядовых эпизодах, обстановка накаляется, а уже на самих праздниках рестлинга тот или иной фьюд как правило подходит к своему логическому завершению..
Билеты на это шоу поступили в продажу в конце апреля 2014 года.
Официальный постер шоу был представлен в конце мая. На нем изображен Брэй Уайатт.

## Предыстория
На PPV Money in the Bank Джон Сина победил Рэнди Ортона, Шеймуса, Романа Рейнса, Сезаро, Альберто Дель Рио, Брэя Уайатта и Кейна в лестничном матче за вакантный титул Чемпиона мира в тяжёлом весе WWE и стал новым чемпионом. На Raw от 30 июня Игрок сообщил, что на PPV Battleground Сина будет защищать свой титул в четырёхстороннем поединке против Рейнса, Ортона и Кейна. Он также назначил командный матч на мэйн-ивент того же Raw, где Сина и Рейнс противостояли Ортону и Кейну. В этом поединке победу по дисквалификации одержали Сина и Рейнс.
На SmackDown! от 27 июня Интерконтинентальный чемпион WWE «Плохие Новости» Барретт получил травму, вследствие чего он даже не смог участвовать в лестничном матче за кейс на PPV Money in the Bank. На Raw от 30 июня было объявлено, что на PPV Battleground состоится Королевская битва за вакантный титул Интерконтинентального чемпиона WWE, а также были названы первые участники этой битвы. Ими стали Сезаро, Кофи Кингстон, Дэмиен Сэндоу и Великий Кали. На Main Event от 1 июля к ним добавились Дольф Зигглер, Райбек, Кёртис Аксель и Биг И. На SmackDown! от 4 июля Бо Даллас сказал, что собирается одержать победу в баттл-рояле и тем самым был включен в него. Помимо него об участии в Королевской битве объявил Альберто Дель Рио. На Raw от 7 июля стал известен новый участник баттл-рояла. Им стал Шеймус. На Raw от 14 июля новыми участниками баттл-рояла стали Син Кара, Миз, Тайтус О'Нил, Ксавье Вудс, Зак Райдер, Хит Слейтер, R-Truth и Диего. На PPV Battleground «Плохие Новости» Барретт вручил победителю баттл-рояла титул Интерконтинентального чемпиона WWE.
На Raw от 30 июня своё возвращение совершил Крис Джерико. Он вышел к Мизу и провел ему Codebreaker. После этого вышла Семья Уайаттов, избила Джерико, а Брэй Уайатт провел ему Сестру Эбигейл. На Raw от 7 июля после того, как Джерико победил Миза, вышел Брэй и зачитал промо о спасении мира. 8 июля на официальном сайте WWE появилась информация о том, что на PPV Battleground состоится поединок между Джерико и Уайаттом.
На Raw от 30 июня неожиданно вернулась Эй Джей Ли. Она предложила Пэйдж реванш за титул Чемпионки Див. Пэйдж согласилась и проиграла титул. На Raw от 7 июля был командный матч: Пэйдж и Эй Джей против Наоми и Кэмерон, где первые одержали победу. После этого был назначен матч за Чемпионство Див на PPV Battleground между Эй Джей Ли и Пэйдж.
На Raw от 2 июня Эрик Роуэн и Люк Харпер победили Командных чемпионов WWE Братьев Усо в нетитульном матче и тем самым заработали тайтл-шот на командные пояса на PPV Money in the Bank. На самом PPV Усо смогли успешно отстоять свои титулы. На SmackDown! от 11 июля был назначен командный матч по правилам "2 из 3 фоллов" на PPV Battleground, в котором Усо должны снова отстаивать свои титулы от членов Семьи Уайаттов.
На Raw от 2 июня распалась группировка Щит после того, как Сет Роллинс избил Романа Рейнса и Дина Эмброуса стальным стулом. После этого на PPV Money in the Bank Роллинс и Эмброус участвовали в матче с лестницами Money in the Bank за возможность боя за титул Чемпиона мира в тяжелом весе WWE. Собственно в этом матче и победил Роллинс, что очень не понравилось Дину. На Raw от 30 июня он напал на Сета, когда тот хотел закешить свой чемоданчик на чемпионе Джоне Сине. 12 июня на официальном сайте WWE появилась информация о том, что на PPV Battleground Дин Эмброус будет сражаться с Сетом Роллинсом в одиночном матче.
На Raw от 30 июня Джек Сваггер и Зеб Кольтер вступили в конфронтацию с Русевым и Ланой. На Raw от 14 июля Сваггер и Кольтер бросили вызов на поединок на PPV Battleground Русеву, который он принял.
Наоми и Кэмерон начали фьюд друг с другом после того, как Наоми получила хороший пуш, а Кэмерон осталась этим недовольна. На Raw от 7 июля они проиграли Эй Джей Ли и Пэйдж. После поединка Кэмерон и Наоми напали друг на друга, что привело к распаду Фанкодактилей. Помимо основных поединков на PPV Battleground, также пройдет бой между Кэмерон и Наоми. Этот матч состоится на PPV Battleground Kickoff.
20 июля на официальном сайте WWE появилась информация о том, что на PPV Battleground Kickoff Адам Роуз будет сражаться с Фанданго в одиночном матче.

## Матчи
| №                                | Матч | Тип Матча                                                                                               | Время |
| -------------------------------- | --- | --- | ----- |
| Kickoff                          | Адам Роуз (с Лейлой и Саммер Рэй) победил Фанданго | Одиночный матч                                                                                          | 01:21 |
| Kickoff                          | Кэмерон победила Наоми | Одиночный матч                                                                                          | 03:21 |
| 1                                | Братья Усо (Джимми и Джей) (с) победили Семью Уайаттов (Люк Харпер и Эрик Роуэн) со счётом 2-1 | Командный матч "2 из 3 фоллов" за титул Командных чемпионов WWE (англ. 2-out-of-3 falls tag team match) | 19:22 |
| 2                                | Эй Джей Ли (с) победила Пэйдж | Одиночный матч за титул Чемпионки Див                                                                   | 07:14 |
| 3                                | Русев (с Ланой) победил Джека Сваггера (с Зебом Кольтером) по отсчёту | Одиночный матч                                                                                          | 09:57 |
| 4                                | Сет Роллинс победил Дина Эмброуса из-за неявки противника | Одиночный матч                                                                                          | N/A   |
| 5                                | Крис Джерико победил Брэя Уайатта | Одиночный матч                                                                                          | 15:01 |
| 6                                | Миз победил Дольфа Зигглера, Шеймуса, Бо Далласа, Хита Слейтера, Сезаро, Кофи Кингстона, Биг И, Альберто Дель Рио, Тайтуса О'Нила, Райбека, Диего, Дэмиена Сэндоу, Кёртиса Акселя, R-Truth, Син Кара, Великого Кали, Зака Райдера и Ксавье Вудса | Королевская битва из 19-ти рестлеров за вакантный титул Интерконтинентального чемпиона WWE              | 14:11 |
| 7                                | Джон Сина (с) победил Рэнди Ортона, Романа Рейнса и Кейна | Фатальный четырёхсторонний матч за титул Чемпиона мира в тяжёлом весе WWE (англ. Fatal 4-Way match)     | 18:15 |
| (c) — чемпион на момент поединка | | |       |